# Johanna Geissmar

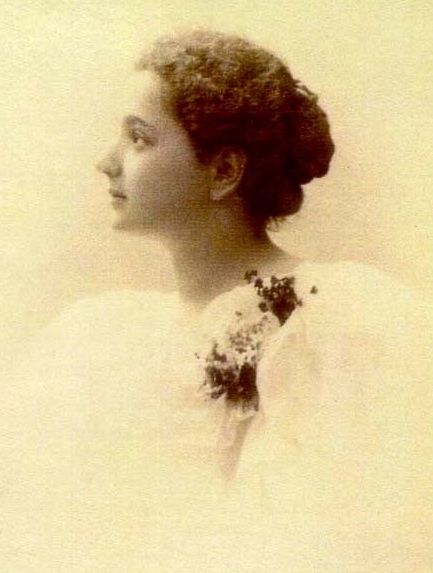
Johanna Geissmar im Alter von 19 Jahren, Fotografie von Conrad Ruf

Johanna Elsa Geissmar (7. Dezember 1877 in Mannheim – 14. August 1942 im KZ Auschwitz) war eine deutsche Ärztin, die als Jüdin im Holocaust ermordet wurde.

## Familie
Johanna Geissmar war das jüngste von sechs Kindern des Rechtsanwalts Josef Geissmar (16. Oktober 1828 in Sinsheim – 3. Oktober 1905 in Mannheim) und seiner Frau Klara geborene Regensburger (20. April 1844 in Eppingen – 16. Juli 1911). Zu ihren Vorfahren zählten Rabbiner (z. B. David Geismar), Kantoren und Religionslehrer.

## Leben
Johanna Geissmar besuchte in Mannheim die höhere Töchterschule. Ein Studium kam zunächst nicht in Frage, da ihr als Frau die Universitäten noch verschlossen waren: Im Jahre 1900 wurden erstmals Frauen an der Heidelberger Universität zugelassen. Johanna holte das Abitur auf dem humanistischen Gymnasium Hohenbaden in Baden-Baden nach und studierte ab 1909 Medizin in Heidelberg. Während dieser Zeit lebte sie bei ihrem Bruder, dem Landesgerichtsrat Jakob Geissmar im Graimbergweg 1. Das Studium schloss sie 1915 mit dem Grad des Dr. med. ab. Sie arbeitete danach als Ärztin in einem Heidelberger Lazarett, wo sie die Folgen des Ersten Weltkriegs erlebte. Ab 1920 praktizierte sie als Kinderärztin in Heidelberg, zuerst hatte sie ihre Praxis in der Erwin-Rhode-Straße, später in der Moltkestraße, wo sie auch wohnte. Ab 1930 kamen infolge der NS-Propaganda immer weniger Patienten zu Johanna Geissmar. Am 1. April 1933 rief die Gauleitung zum Boykott von jüdischen Ärzten auf. Ende April 1933 wurde Johanna Geissmar die Kassenzulassung entzogen und sie musste ihre Praxis schließen.
Nach dem 28. August 1933 zog Johanna Geissmar in den Schwarzwald nach Bärental, ab 1935 lebte sie in Saig, dort schließlich mit ihrem Bruder Friedrich Geissmar, der ebenfalls Arzt war. Nach dem Novemberpogrom 1938 wurde Johanna Geissmar tätlich angegriffen. Sie fand Zuflucht bei ihrer Freundin Erika Schwoerer, deren Familie nicht für den Nationalsozialismus war. Als die Lage immer bedrohlicher wurde, wandte sich ihre Freundin an den evangelischen Pfarrer Martin Huß, der ein Mitglied der Bekennenden Kirche war. Doch war ein Schutz nicht möglich, Johannas Bruder Friedrich nahm sich im Herbst 1940 das Leben. Johanna Geissmar wurde von der Gestapo im Rahmen der Wagner-Bürckel-Aktion am 23. Oktober 1940 zu einer der drei Sammelstellen gebracht und in das Lager von Gurs in Südfrankreich deportiert, wo sie als Ärztin im Rahmen ihrer Möglichkeiten im Frauenlager half. Im August 1942 wurde sie ins KZ Auschwitz-Birkenau transportiert. Obwohl ihr Name nicht auf der Liste stand, meldete sie sich freiwillig für den Transport, einerseits wollte sie ihre Patienten weiterhin medizinisch betreuen, andererseits hoffte sie ihren Bruder Jakob und dessen Frau, die aus München deportiert wurden, in Auschwitz zu finden. Als Todestag wird ihr Ankunftstag in Auschwitz-Birkenau festgehalten: der 14. August 1942.
Von den Geschwistern überlebte niemand, drei Geschwister waren bereits vor 1933 gestorben. Jakob wurde 1943 in Theresienstadt ermordet, seine Frau Elisabeth und deren Tochter Martha wurden ebenfalls Opfer der Shoah. Zwei Nichten überlebten: Else Geissmar, die zweite Tochter von Jakob und Elisabeth, da sie 1938 mit ihrer Tochter Ruth in die USA emigrieren konnte, sowie Berta Geissmar, die Tochter von Leopold, die ebenfalls rechtzeitig flüchtete.

## Erinnerung

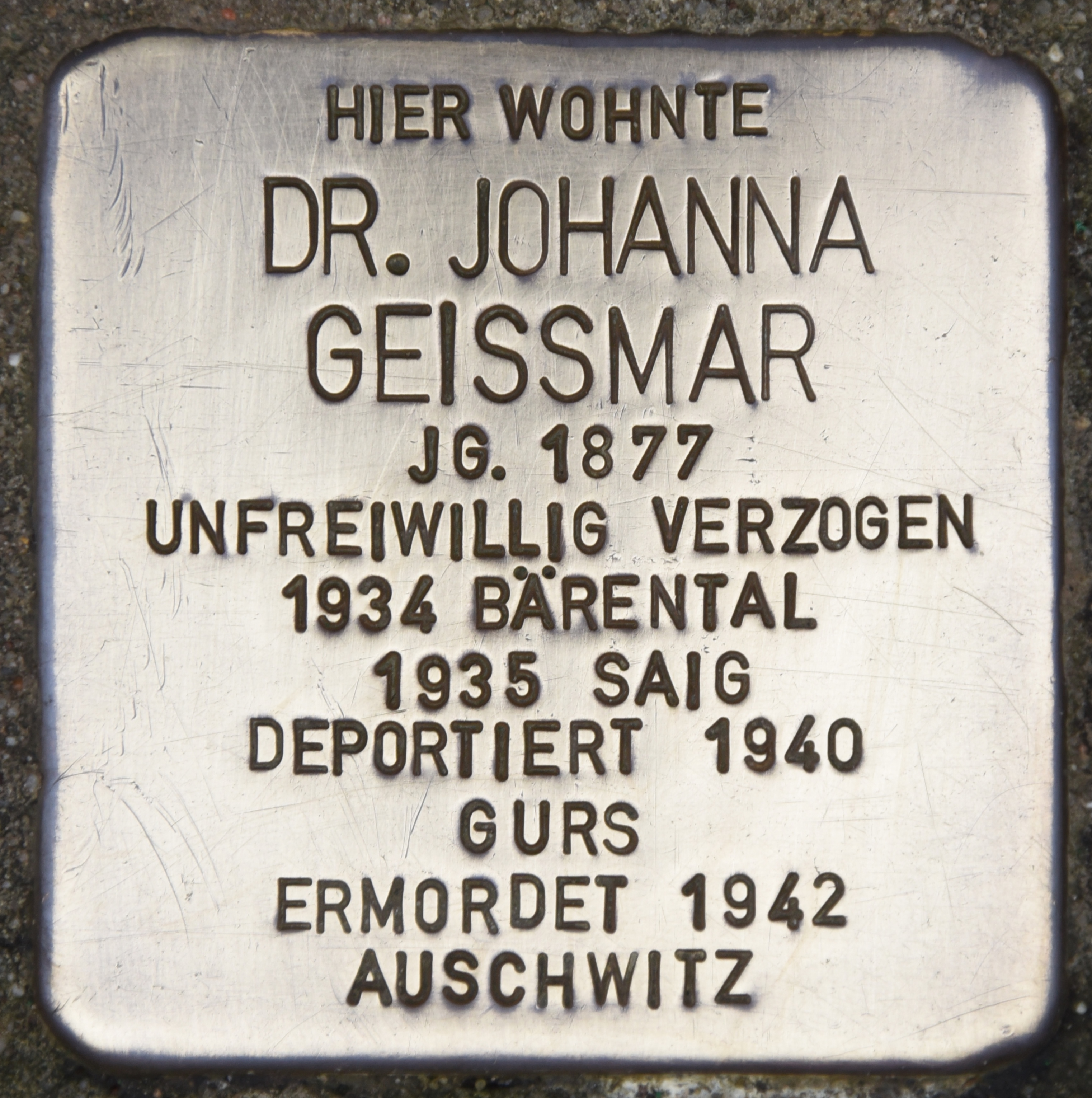
Stolperstein für Johanna Geissmar in Heidelberg

Eine Gedenktafel für Johanna Geissmar befindet sich an dem Gebäude, in dem sie wohnte: Hochfirstweg 25 in Lenzkirch-Saig. Die „Enthüllung“ war am 30. Mai 2004. Sie sollte am 30. Mai sein, wurde aber auf den Herbst verschoben.
Seit 2014 erinnert ein Stolperstein in Heidelberg vor dem Haus Moltkestrasse 6 an Johanna Geissmar.
Der ZDF-Film mit dem Titel Engel in der Hölle von Dietmar Schulz, der am 31. Januar 2009 gezeigt wurde, berichtet über das Schicksal von Johanna Geissmar.
Im Jahr 2013 beschloss die Schulkonferenz des Peter-Petersen-Gymnasiums in Mannheim-Schönau, die Schule zukünftig nach Johanna Geissmar zu benennen. Seit dem 1. Februar 2014 trägt sie nun den Namen Johanna-Geissmar-Gymnasium.